# Бортник, Сергей Юрьевич
Серге́й Ю́рьевич Бо́ртник (укр. Сергій Юрійович Бортник; род. 14 ноября 1961, г. Ильинцы, Винницкая область, УССР, СССР) — советский и украинский учёный-геоморфолог, доктор географических наук (2002), профессор (2003).

## Биография
Родился 14 ноября 1961 года в с. Варваровка (ныне в черте г. Ильинцы Винницкой области). В 1984 году окончил Киевский университет, в 1990 году — аспирантуру. В 1985—1987 годах работал в Киевском государственном университете стажёром-исследователем, в 1990—1997 годах ассистентом, в 1997—2002 годах доцентом.
В 1992 году защитил кандидатскую диссертацию на тему «Эволюция палеорельефа территории Верхнего Побужья в мезозой-кайнозое». В 2002 году защитил докторскую диссертацию на тему «Морфоструктуры центрального типа территории Украины: пространственно-временной анализ».
С 2002 года заведующий кафедрой землеведения и геоморфологии географического факультета, профессор.
В 2012—2013 годах находился на научно-педагогической стажировке в Институте географии Математико-естественного факультета Университета Яна Кохановского (г. Кельце, Польша).

## Награды и знаки отличия
Награждён Почетной грамотой Министерства образования и науки Украины 2008 года.

## Научная деятельность
Исследования морфоструктуры центрального типа территории Украины, их распространение и динамика. Разработка концепции ландшафтно-геоструктурной конформности как основы для анализа структурных особенностей земной коры.
Автор более 110 научных работ, соавтор 3 монографий. Автор карт Национального атласа Украины. Некоторые работы:
- Методологія географічної науки. К., 1997 (співавт.);
- Морфоструктури центрального типу території України: Просторово-часовий аналіз. К., 2002;
- Проблема класифікації морфоструктур центрального типу // Укр. геогр. журн. 2002. № 2;
- Глобальне потепління і клімат України: Регіональні екол. та соц.-екон. аспекти. К., 2002 (співавт.).

Вице-президент и Главный учёный секретарь Украинского географического общества. Почётный профессор Ужгородского национального университета. Участник Международных географических конгрессов в Сеуле (Республика Корея, 2000) и Глазго (Великобритания, 2004).
Член Редакционной коллегии научного профессионального издания «Украинский антарктический журнал».